# Marios Athanasiadis
Marios Athanasiadis (Nicósia, 31 de outubro de 1986) é um ciclista olímpico cipriota. Representou sua nação na prova de cross-country nos Jogos Olímpicos de Verão de 2012, em Londres.